# Roslyn (Dakota del Sud)
Roslyn és una població dels Estats Units a l'estat de Dakota del Sud. Segons el cens del 2000 tenia 225 habitants.

## Demografia
Segons el cens del 2000, Roslyn tenia 225 habitants, 93 habitatges, i 50 famílies. La densitat de població era de 434,4 habitants per km².
Dels 93 habitatges en un 26,9% hi vivien nens de menys de 18 anys, en un 43% hi vivien parelles casades, en un 9,7% dones solteres, i en un 46,2% no eren unitats familiars. En el 40,9% dels habitatges hi vivien persones soles el 29% de les quals corresponia a persones de 65 anys o més que vivien soles. El nombre mitjà de persones vivint en cada habitatge era de 2,05 i el nombre mitjà de persones que vivien en cada família era de 2,82.
Per edats la població es repartia de la següent manera: un 19,1% tenia menys de 18 anys, un 6,7% entre 18 i 24, un 14,7% entre 25 i 44, un 20% de 45 a 60 i un 39,6% 65 anys o més.
L'edat mediana era de 51 anys. Per cada 100 dones de 18 o més anys hi havia 75 homes.
La renda mediana per habitatge era de 19.375 $ i la renda mediana per família de 24.375 $. Els homes tenien una renda mediana de 30.625 $ mentre que les dones 18.438 $. La renda per capita de la població era d'11.527 $. Entorn del 14% de les famílies i el 18,4% de la població estaven per davall del llindar de pobresa.

## Poblacions més properes
El següent diagrama mostra les poblacions més properes.